# Grupo 11 de Astronautas da NASA

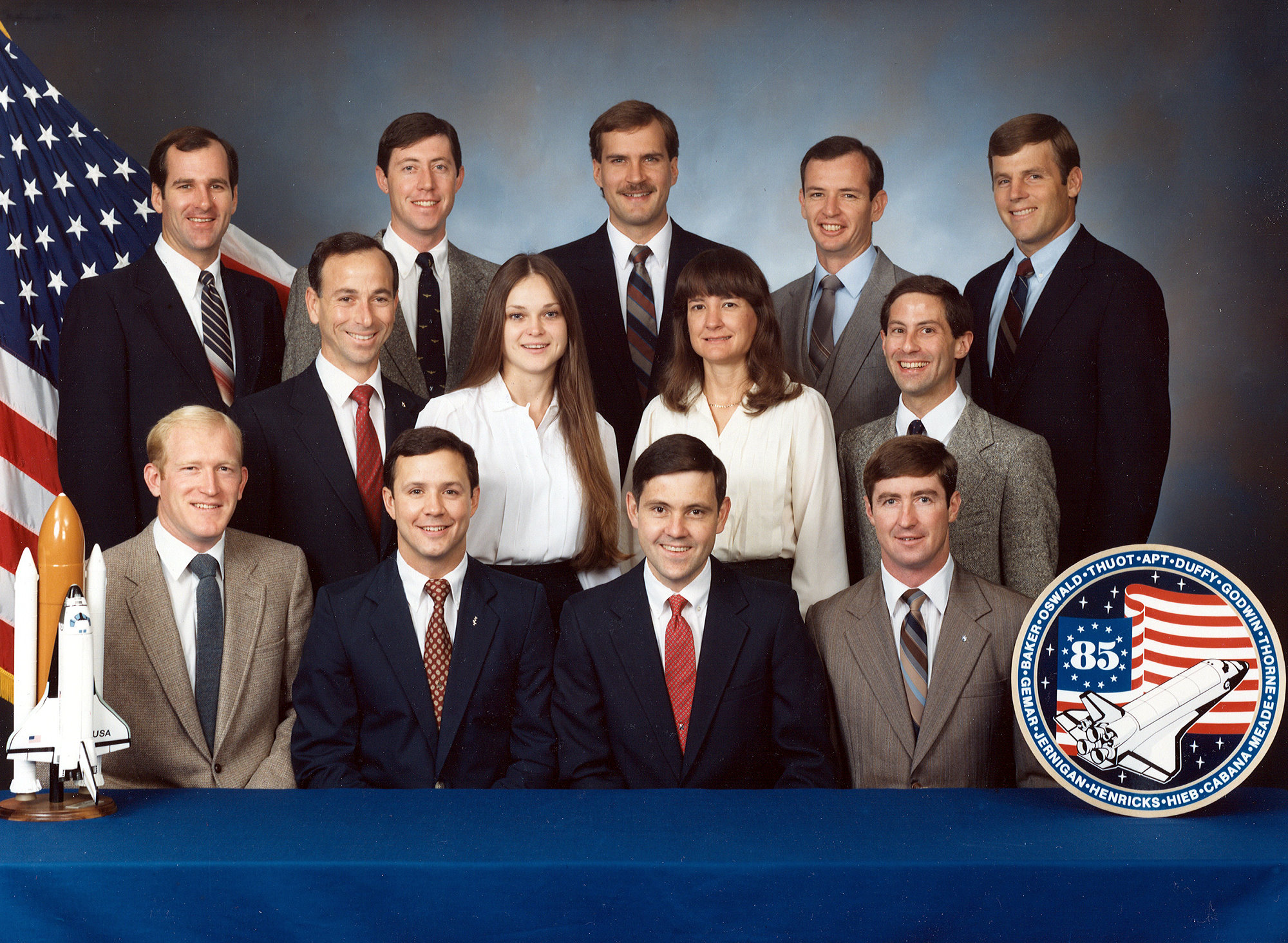
Os astronautas em 1985. Atrás: Thorne, Baker, Hieb, Duffy e Oswald. Meio: Thuot, Jernigan, Godwin e Apt. Frente: Gemar, Meade, Cabana e Hendricks.

O Grupo 11 de Astronautas da NASA foi um grupo de astronautas selecionado pela Administração Nacional da Aeronáutica e Espaço (NASA) para integrarem o programa espacial dos Estados Unidos. Foi o décimo primeiro grupo de astronautas da NASA e foi anunciado em 4 de junho de 1985. Os treze eram Jay Apt, Michael Baker, Robert Cabana, Brian Duffy, Charles Gemar, Linda Godwin, Terence Henricks, Richard Hieb, Tamara Jernigan, Carl Meade, Stephen Oswald, Stephen Thorne e Pierre Thuot. Assim como em grupos anteriores, foram separados em pilotos e especialistas.

## Astronautas

### Pilotos
| Imagem | Nome                | Nascimento              | Falecimento        | Carreira                                                      | ref   |
| ------ | ------------------- | ----------------------- | ------------------ | ------------------------------------------------------------- | ----- |
|        | Michael A. Baker    | 27 de outubro de 1953   |                    | STS-43 STS-52 STS-68 STS-81                                   | [ 1 ] |
|        | Robert D. Cabana    | 23 de janeiro de 1949   |                    | STS-41 STS-53 STS-65 STS-88                                   | [ 2 ] |
|        | Brian Duffy         | 20 de junho de 1953     |                    | STS-45 STS-57 STS-72 STS-92                                   | [ 3 ] |
|        | Terence T. Henricks | 5 de julho de 1952      |                    | STS-44 STS-55 STS-70 STS-78                                   | [ 4 ] |
|        | Stephen S. Oswald   | 30 de junho de 1951     |                    | STS-42 STS-56 STS-67                                          | [ 5 ] |
|        | Stephen D. Thorne   | 11 de fevereiro de 1953 | 24 de maio de 1986 | Morreu em um acidente aéreo antes de terminar seu treinamento | [ 6 ] |

### Especialistas
| Imagem | Nome               | Nascimento             | Carreira                           | ref    |
| ------ | ------------------ | ---------------------- | ---------------------------------- | ------ |
|        | Jerome Apt III     | 28 de abril de 1949    | STS-37 STS-47 STS-59 STS-79        | [ 7 ]  |
|        | Charles D. Gemar   | 4 de agosto de 1955    | STS-38 STS-48 STS-62               | [ 8 ]  |
|        | Linda M. Godwin    | 2 de julho de 1952     | STS-37 STS-59 STS-76 STS-108       | [ 9 ]  |
|        | Richard J. Hieb    | 21 de setembro de 1955 | STS-39 STS-49 STS-65               | [ 10 ] |
|        | Tamara E. Jernigan | 7 de maio de 1959      | STS-40 STS-52 STS-67 STS-80 STS-96 | [ 11 ] |
|        | Carl J. Meade      | 16 de novembro de 1950 | STS-38 STS-50 STS-64               | [ 12 ] |
|        | Pierre J. Thuot    | 19 de maio de 1955     | STS-36 STS-49 STS-62               | [ 13 ] |